# Miss Sergipe 2020
Miss Sergipe 2020 foi a 65ª edição do tradicional concurso de beleza feminino de Miss Sergipe, válido para a disputa de Miss Brasil 2020, único caminho para o Miss Universo. O evento coordenado pelo empresário Luiz Plínio desde 2017 teve seu ápice na noite do dia 31 de julho de 2019 no "Villa Antonella" localizado na capital do Estado, Aracaju. Disputaram o título de Ingrid Vieira Moraes, Miss Sergipe BE Emotion 2019, oito candidatas de alguns municípios, tendo como grande campeã a representante de Propriá, Caroline Andrade.

## Resultados

### Colocações
| Posição   | Município e Candidata                  |
| Vencedora | - Propriá - Caroline Andrade           |
| 2º. Lugar | - Lagarto - Larissa Machado            |
| 3º. Lugar | - Aracaju - Alice Matos                |
| 4º. Lugar | - São Cristóvão - Lara Caroline        |
| 5º. Lugar | - Nossa Sra do Socorro - Bianca Donata |
| 6º. Lugar | - Tobias Barreto - Raquel Andrade      |

### Prêmios Especiais
A candidata com a foto mais curtida no instagram garantiu vaga no Top 06:
| Prêmio            | Município e Candidata             |
| Miss Popularidade | - Tobias Barreto - Raquel Andrade |

### Ordem dos Anúncios
| 1. Lagarto 2. São Cristóvão 3. Aracaju 4. Propriá 5. Nossa Senhora do Socorro 6. Tobias Barreto | 1. Aracaju 2. Propriá 3. Lagarto |  |  |

## Pergunta final
Questionada pela pergunta final sobre como seria uma miss presidente da república, a vencedora respondeu:
| “ | Boa noite à todos, obrigada pela pergunta Brucce. Então, nós como miss temos um papel de representar a sociedade, representar mulheres, representar um gênero. Eu acredito que nós podemos aliar tudo que nós fazemos no nosso dia a dia que não são tarefas monótonas, são muitas tarefas, e com isso poderíamos sim presidir um País. Obrigada. | ” |

Caroline Andrade, Miss Sergipe 2020.

## Jurados

### Preliminar & Final
Ajudaram a eleger a vencedora:
1. Drª Aline Fontes, odontologista;
2. Drª Marcela Araújo, dermatologista;
3. Henrique Fontes, diretor do Miss Mundo Brasil;
4. Drº Saulo Makerran, médico-cirurgião;
5. Dy Viana, estilista;

### Votos
Os jurados tiveram que expor os seus votos ao vivo:
| Jurado          | Lagarto | Propriá | Aracaju |
| Henrique Fontes | —       |         | —       |
| Saulo Makerran  | —       |         | —       |
| Marcela Araújo  |         | —       | —       |
| Aline Fontes    | —       |         | —       |
| Dy Viana        | —       |         | —       |
| Colocação final | 2       | 1       | 3       |

## Candidatas
Disputaram o título este ano:
- Aracaju - Alice Matos [8]
- Capela - Bruna Góes
- Lagarto - Larissa Machado [9]
- Nossa Senhora do Socorro - Bianca Donata
- Porto da Folha - Stephanie Freitas
- Propriá - Caroline Andrade
- São Cristóvão - Lara Caroline
- Tobias Barreto - Raquel Andrade